# Border City Wrestling
A Border City Wrestling (BCW) é uma promoção independente de Wrestling profissional localizada em Windsor, Ontário. É a empresa-base da Total Nonstop Action Wrestling (TNA).

## Atuais campeões

### Border City Wrestling
| Campeonato:                     | Atual Campeão: | Campeão desde:      |
| ------------------------------- | -------------- | ------------------- |
| BCW Can-Am Heavyweight Champion | Tyson Dux      | 28 de março de 2009 |
| BCW Can-Am Tag Team Champions   | Vago           |                     |
| BCW Can-Am Television Champion  | Vago           |                     |

## Roster
| - Phil Atlas - John E. Bravo - The Bump 'N Uglies - Crazzy Steve - Jaime D - Scott D'Amore - Cody Deaner - Johnny Devine - Joe Doering - Tyson Dux - Gutter - Jimmy Jacobs - CK3 - Kiyoshi - N8 Mattson - Brad "Freakin'" Martin - Jake O'Reilly - Hailey Rogers - Tony Smallz - Jason Temple - El Tornado - PJ Tyler - Derek Wylde - Xtremo |